# Oligodon petronellae
Espèce
Synonymes
- Oligodon ornatus Roux, 1914
- Oligodon annulifer var. confluens Werner, 1924

Statut de conservation UICN

 DD  : Données insuffisantes
Oligodon petronellae est une espèce de serpent de la famille des Colubridae.

## Répartition
Cette espèce est endémique de Sumatra en Indonésie.

## Description
L'holotype de Oligodon petronellae mesure 450 mm dont 42 mm pour la queue (l'auteur précise que celle-ci est incomplète). Cette espèce a le dos brun gris avec des taches brun foncé parfois cerclées de points blancs. Sa face ventrale est rouge brique.

## Étymologie
Cette espèce est nommée en l'honneur de Petronella Johanna Nelly de Rooij.

## Publications originales
- de Rooij, 1917 : The Reptiles of the Indo-Australian Archipelago. Il. Ophidia. p. 1-334 (texte intégral).
- Roux, 1914 : Note sur une espèce nouvelle d'Oligodon provenant de Sumatra. Revue suisse de zoologie, vol. 22, n. 2, p. 27-29 (texte intégral).